# Canton de Riom-Est
Le canton de Riom-Est est une ancienne division administrative française du département du Puy-de-Dôme en région d'Auvergne. Il a été supprimé en 2015 à la suite du redécoupage des cantons du département.

## Composition géographique
Le canton de Riom-Est, dont le chef-lieu est la commune de Riom, réunissait 8 communes :
- Cellule ;
- Châtel-Guyon ;
- Le Cheix ;
- Ménétrol ;
- La Moutade ;
- Pessat-Villeneuve ;
- Riom ;
- Saint-Bonnet-près-Riom.

Pour Riom, la partie communale concernée concerne l'est des rues du Commerce et de l'Horloge.

## Histoire
Les redécoupages des arrondissements intervenus en 1926 et 1942 n'ont pas affecté le canton de Riom-Est.
Le canton a été supprimé en 2015 à la suite du redécoupage des cantons du Puy-de-Dôme, appliqué le 25 février 2014 par décret :
- il ne subsiste plus qu'un seul canton de Riom qui se composera des communes de Cellule, Le Cheix, La Moutade, Pessat-Villeneuve, Riom et Saint-Bonnet-près-Riom ;
- Châtel-Guyon sera le bureau centralisateur d'un nouveau canton auquel Ménétrol sera incluse.

## Représentation

### Conseillers généraux de 1833 à 2015
| Période                                  | Période          | Identité                    | Étiquette             | Qualité |
| ---------------------------------------- | ---------------- | --------------------------- | --------------------- | --- |
| 1833                                     | 1842             | Jacques Godemel (1778-1860) |                       | Avocat, conseiller à la Cour Royale de Riom                                                                                             |
| 1842                                     | 1848             | Amable Allemand (1773-1851) |                       | Avocat, président du Conseil général (1846-1848) Maire de Riom                                                                          |
| 1848                                     | 1852             | Jean Montel                 |                       | Avocat à Riom |
| 1852                                     | 1871             | Eugène Rouher               | Droite Bonapartiste   | Avoué puis avocat Député (1848-1849, 1872-1881) Sénateur (1856-1870) Ministre                                                           |
| 1871                                     | 1900 (décès)     | Amédée Girard               | Républicain           | Médecin, député (1893-1900) |
| 1900                                     | 1910             | Henri Millet                | Républicain           | Maire de Riom |
| 1910                                     | 1935 (démission) | Étienne Clémentel           | Rad.                  | Notaire Maire de Riom (1904-1936) Député (1900-1919) Sénateur (1920-1936) Président du Conseil général (1911-1935) Ministre (1905-1925) |
| 1935                                     | 1940             | Michel Levadoux             | Rad.                  | Médecin Maire de Châtel-Guyon, conseiller d'arrondissement                                                                              |
|                                          |                  |                             |                       | |
| 1945                                     | 1961             | Michel Clément              | DVD-RI                | Médecin-chef de la maternité de Riom Conseiller municipal de Riom                                                                       |
| 1961                                     | 1973             | Maurice Collonge            | RI                    | Conseiller municipal de Riom |
| 1973                                     | 1979             | M. Laurençon                | Centriste puis UDF-PR | Adjoint au maire de Riom |
| 1979                                     | 1985             | Pierre-Joël Bonté           | PS                    | Expert-comptable Premier adjoint au maire de Riom                                                                                       |
| 1985                                     | 2004             | Claude Liebermann           | UDF puis UMP          | Fonctionnaire des Ponts et Chaussées Conseiller municipal, puis maire de Riom (1989-1995)                                               |
| 2004                                     | 2015             | Jean-Claude Zicola          | PS                    | Technicien Assedic Maire de Riom (1998-2014)                                                                                            |
| Les données manquantes sont à compléter. |                  |                             |                       | |

### Conseillers d'arrondissement (de 1833 à 1940)
| Période                                  | Période      | Identité                     | Étiquette | Qualité |
| ---------------------------------------- | ------------ | ---------------------------- | --------- | --- |
| 1833                                     | 1848         | Jean-Baptiste Allezard       |           | Avoué, premier adjoint au maire de Riom                                                                     |
| 1848                                     | 1852         | Jean Groslier-Déat, dit Momy |           | Propriétaire à Châtel-Guyon                                                                                 |
| 1852                                     | 1871         | François-Alexandre Mandosse  |           | Conseiller à la Cour de Riom                                                                                |
| 1871                                     | 1875 (décès) | Nicolas Faucon               |           | Adjoint au maire de Riom                                                                                    |
| 19 déc.1875                              | 1886         | Antoine-Emile Savarin        |           | Rentier, adjoint au maire de Riom                                                                           |
| 1886                                     | 1901         | Michel Groslier              |           | Maire de Châtel-Guyon                                                                                       |
| 1901                                     |              | François Lacroix             | Rad.      | Propriétaire à Châtel-Guyon                                                                                 |
|                                          |              |                              |           | |
| 1919                                     | 1935         | Michel Levadoux              | Rad.      | Médecin Maire de Châtel-Guyon                                                                               |
| 1935                                     | 1940         | Michel Rollin (1876-1962)    | Rad.      | Adjoint au maire de Riom                                                                                    |
| 1940                                     |              |                              |           | Les conseils d'arrondissement ont été suspendus par la loi du 12 octobre 1940 et n'ont jamais été réactivés |
| Les données manquantes sont à compléter. |              |                              |           | |

## Démographie
| 1962 | 1968 | 1975 | 1982 | 1990   | 1999   | 2006   | 2011   | 2012   |
| ---- | ---- | ---- | ---- | ------ | ------ | ------ | ------ | ------ |
| -    | -    | -    | -    | 17 741 | 17 967 | 18 936 | 19 885 | 19 834 |